# Franciszków (Urbanów)
Franciszków – część wsi Urbanów (do 31 grudnia 2002 wieś) w Polsce, położona w województwie mazowieckim, w powiecie radomskim, w gminie Jedlińsk.